# Artillería autopropulsada

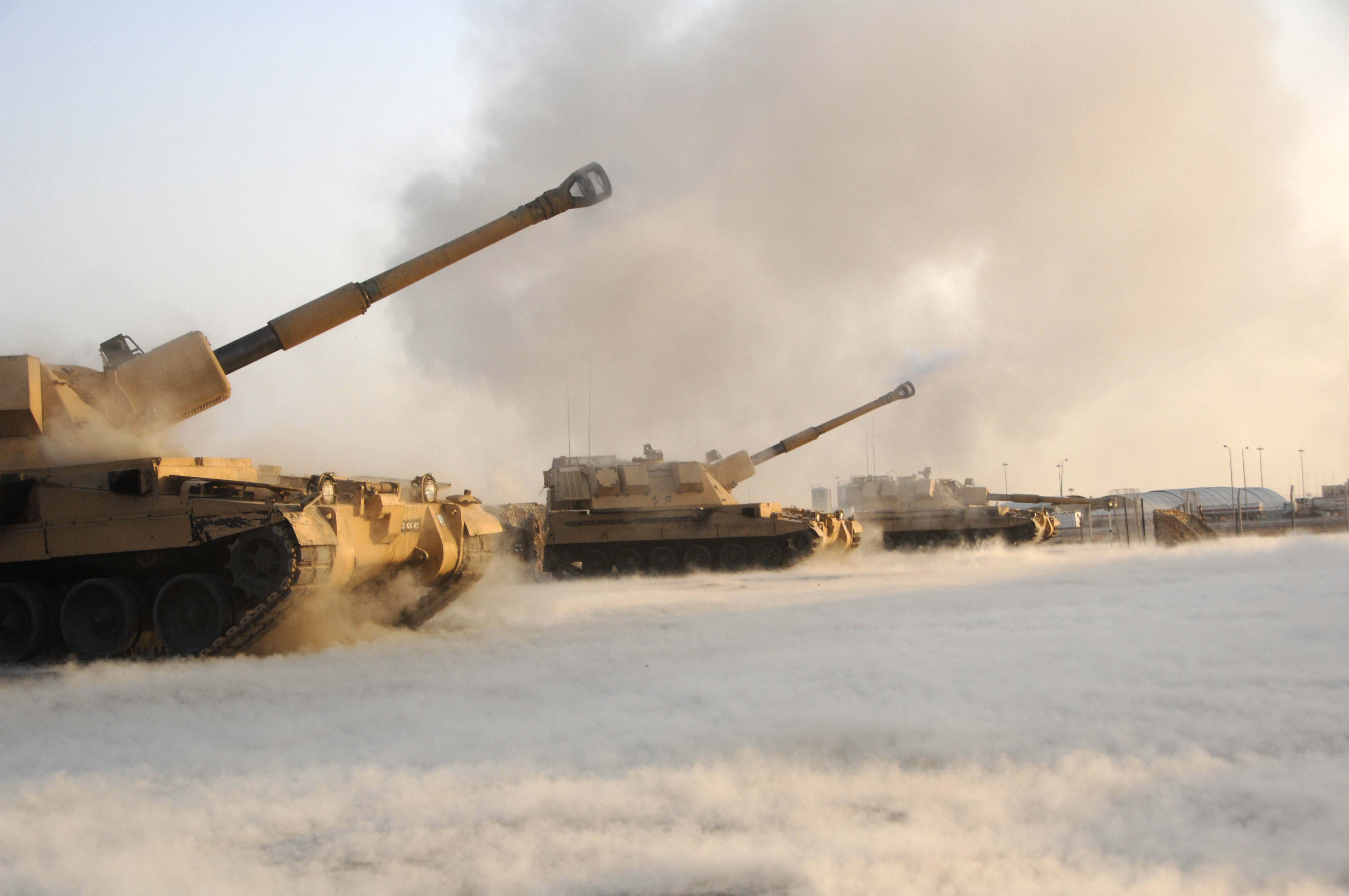
Obuses autopropulsados AS-90 británicos disparando en Basora.

La artillería autopropulsada (también llamada artillería móvil) es una clase de artillería que no depende de otro vehículo para transporte. La artillería autopropulsada tiene integrado su propio sistema de transporte en un chasis blindado de tracción a orugas o ruedas. Esto le da la ventaja de estar cerca de otras unidades blindadas y al mismo tiempo proporciona protección a los tanques contra unidades de artillería enemigas. La artillería autopropulsada suele usarse para bombardeo indirecto y puede estar armada con morteros, artillería pesada o hasta artillería de cohetes.

## Historia

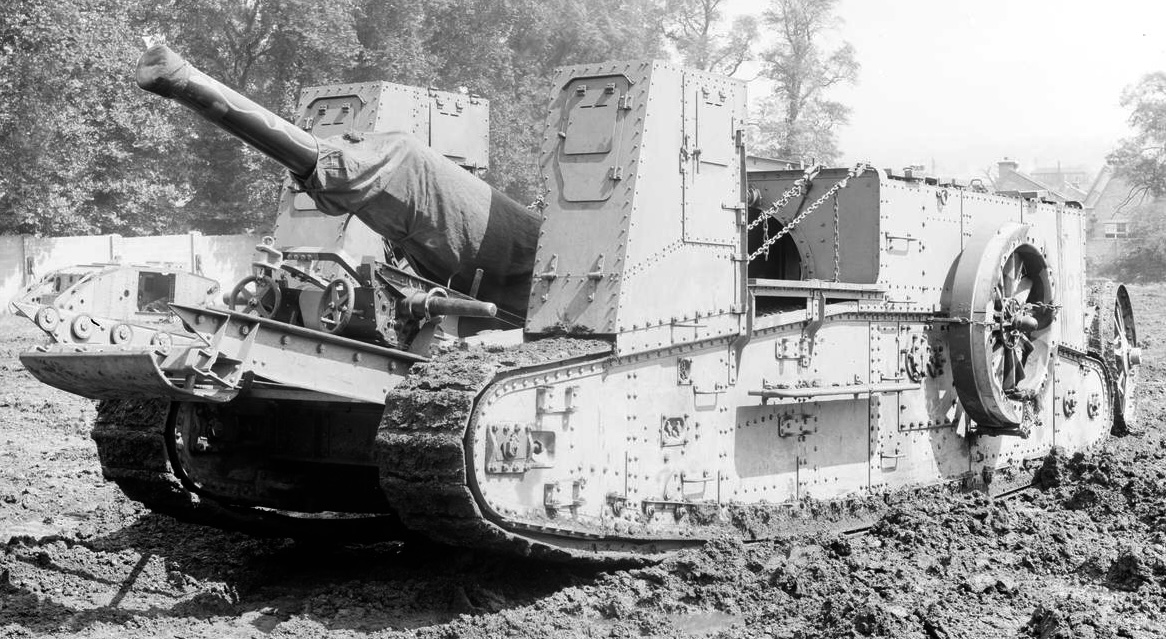
Cañón autopropulsado Mark I británico.

El concepto de artillería autopropulsada blindada empezó desde la Primera Guerra Mundial cuando el Ejército Británico modificó algunos tanques modelo Mark I con una pieza de artillería. Esta artillería móvil podía ser disparada desde el interior del tanque o se podría desmontar y usar como artillería normal.
Durante la Segunda Guerra Mundial, casi toda la artillería todavía era transportada por caballos u otros vehículos y aunque el Blitzkrieg alemán se basaba en el rápido desplazamiento de tropas y tanques, mucha parte de la artillería era llevada por reemplazada como el Stuka. Una de las primeras artillerías autopropulsadas consistía en camiones normales que no tenían protección ni para sus tripulantes. Los alemanes fueron de los primeros en experimentar con artillería blindada, inventaron varios vehículos como el SdKfz 124 Wespe y el Sd.Kfz. 165 Hummel. Los soviéticos también fueron de los primeros en usar este concepto y produjeron artillería como el SU-85 y el SU-100. Los norteamericanos y los ingleses produjeron asimismo cañones como el M7 Priest y el Sexton (25 pdr). Los soviéticos inventaron una nueva forma de artillería autopropulsada, la artillería de cohetes con el Katyusha.

## Artillería moderna
En los tiempos modernos, los ataques de largo alcance más efectivos se pueden llevar a cabo con aviones o misiles, pero a corto alcance la artillería que dispara proyectiles sin guía es más efectiva, principalmente porque cuesta menos que los misiles o bombas disparadas por aviones. Ejemplos de vehículos de artillería autopropulsada moderna incluyen el M109 de los Estados Unidos y el Panzerhaubitze 2000 alemán. La Argentina diseñó para uso propio el TAM VCA 155, entrando en servicio en los años 1990.

## Tipos de artillería autopropulsada

### Morteros
Es un arma que dispara generalmente proyectiles explosivos o incendiarios con gran poder destructivo —más grandes que las granadas— en un ángulo superior a los cuarenta y cinco grados y a velocidades relativamente bajas. Estas cualidades son opuestas a las de las piezas de artillería, que disparan a gran velocidad y generalmente con ángulos de tiro pequeño. Los morteros ligeros se incluyen normalmente entre el armamento de las unidades de infantería, y los modelos más pesados se asignan a los batallones de artillería de apoyo, con la ventaja añadida sobre esta de no estar limitados a las necesidades de infraestructura logística de transporte y vías de comunicación que requiere la artillería.

### Obuses y cañones
Consiste en piezas de artillería como los obuses montados en chasis motorizados, ya sean de tracción por orugas o por ruedas. De este modo el cañón se puede maniobrar con sus propios medios, a diferencia de un cañón remolcado que depende de un vehículo que lo traslade hasta el campo de batalla. En el caso de que el cañón autopropulsado disponga de blindaje, se considera un vehículo blindado de combate.

### Cohetes
Es una clase de artillería que está equipada con cohetes en vez de artillería convencional como morteros o cañones. La artillería de cohetes incluye los lanzadores de cohetes múltiples. Los lanzacohetes móviles son el tipo de cohetes de artillería más usados, los estadounidenses usan el MLRS que puede lanzar hasta 12 cohetes por minuto y completamente cubrir un área de un kilómetro cuadrado con bombas de racimo.